# Nadpłodnienie
Superfekundacja, nadpłodnienie (łac. superfoecundatio, od super- i fecundus 'płodny') – zjawisko zapłodnienia różnych komórek jajowych pochodzących z jednego cyklu owulacyjnego przez plemniki pochodzące z odrębnych aktów płciowych odbytych w krótkim czasie (od 3 dni do 2 tygodni).
Ciążę podwójną będącą efektem nadpłodnienia nazywa się ciążą dwojaczą. Istnieją szacunki, że może to dotyczyć 5% bliźniąt ludzkich. W wyniku superfekundacji możliwe jest urodzenie potomków posiadających różnych ojców, według szacunków taka sytuacja dotyczy 5% dzieci urodzonych z ciąż dwojaczych. Ponadto opisano ponad 20 przypadków bliźniąt mających ojców różnych ras.